# Liu Xiuming
Liu Xiuming (* 1957 in Hebei, China; † 2023 in Wien) war eine chinesische Künstlerin. Sie lebte und arbeitete in Wien und Peking.

## Leben
Nach dem Studium der Malerei an der Pädagogischen Universität Hebei (1977–1982) war Liu Xiuming vorerst als Illustratorin bei einem Jugendverlag in Peking (1982–1987) tätig. 1987 studierte sie an der Universität für angewandte Kunst Wien abermals Malerei – bis 1989 in der Meisterklasse für Gestaltungslehre und Experimentelles Gestalten bei Maria Lassnig, anschließend in der Meisterklasse Arik Brauers, bei dem sie 1993 mit dem Diplom abschloss. Ab 1994 lebte sie als freischaffende Künstlerin in Wien.
2003 war sie als Lektorin an der Kunstakademie of Arts and Design der Tsinghua-Universität tätig, wie als Gastprofessorin an der Pädagogischen Universität Kunstakademie Hebei. 2005 arbeitete sie als Lektorin an der Tsinghua-Universität Peking, 2006 folgte die Berufung zur Vize-Direktorin des China Art Institute.
Ihre Arbeiten sind u. a. in den Sammlungen der National Art Museum of China (Peking), dem Kunstmuseum Shanghai, dem Today Art Museum (Peking), der Internationalen Kunstbiennale in Peking und der Oesterreichischen Nationalbank (Wien) vertreten sowie im Besitz diverser privater Sammler.

## Werk
Die chinesisch-österreichische Künstlerin verbindet in ihren Malereien westliche und asiatische Tradition. Liu Xiuming hantierte in ihren Arbeiten wiederholt mit traditionellen chinesischen Motiven wie dem Fisch, der für Überfluss, Reichtum, Wohlstand, Ausdauer, Hartnäckigkeit steht. Die immer wiederkehrende Säule gilt als Sinnbild für Macht (Triumphsäulen) kann aber auch als Verbindung von Himmel und Erde verstanden werden und somit als Mittel, auf das menschliche Streben hinzuweisen. Durch ihr Aufbrechen in den Raum wird die Säule zu einem eindrucksvollen Zeichen der Hoffnung.
Dass Wolken- und Himmelsdarstellungen in der Kunst und insbesondere etwa in der Malerei des 19. Jahrhunderts eine reiche Tradition entwickelt haben, ist bekannt. In China stehen Wolken symbolisch für Glück und Frieden sowie den Westen. Wolken als Hintergründe finden sich auch bei Fang Lijun und Liu Ye, ebenso die farbliche Gestaltung in dominantem Rot und Blau.
Es ist eine emotionale Welt, deren Erscheinung der realen Welt entgegensteht. Liu Xiumings Arbeiten vermitteln eine Suche nach Ruhe, Geborgenheit und Harmonie. Man könnte Liu Xiuming durchaus als Romantikerin bezeichnen. Ihre Landschaften wirken unabhängig von Zeit und Raum. Das Spiel von Licht und Schatten ohne klare Herkunft, die mystische, traumhafte Stimmung, die suggestive Farbflächen erzeugen einen Meditationsraum, einen Raum der Leere. Insbesondere im Gefühl der Einsamkeit und dem Ausgeliefertsein des Menschen stehen ihre Arbeiten im Ausdruck der Romantik nahe. Mit dem Revival zeitgenössischer romantischer Bilder haben Liu Xiumings Werke jedoch nichts zu tun.

## Einzelausstellungen (Auswahl)
- 2003 Art and Design College Gallery, Tsinghua University, Beijing
- 2004 Chinesisches Nationalmuseum, Beijing
- 2006 Today Art Museum, Beijing
- 2007 Kunstmuseum Shanghai
- 2008 3. Internationale Kunstbiennale, Beijing; Today Art Museum, Beijing
- 2009 MOYA – Museum of Young Art, Wien

## Gruppenausstellungen (Auswahl)
- 1997 Ausstellung des Kunsthistorischen Museums im Theseustempel, Wien
- 1998 Chinesisches Nationalmuseum, Beijing
- 1999 Galerie Katharina Rich Perlow, New York
- 2001 Chinesisches Nationalmuseum, Beijing
- 2005 2. Internationale Kunstbiennale, Beijing
- 2006 Chinesisches Nationalmuseum, Beijing